# 요시자와 히토미
요시자와 히토미(일본어: 吉澤ひとみ, 1985년 4월 12일 ~ )는 여성 가수 그룹, 여성 아이돌 그룹인 전 모닝구무스메。의 제4기 멤버 그리고 그룹의 제4대 리더. 욧시~, 욧짱 등의 애칭으로 알려져 있다. 동기는 이시카와 리카 · 쯔지 노조미 · 카고 아이(모두 그룹을 졸업). 헬로! 프로젝트의 풋살팀 갓타스 브릴리언티스 H.P.의 캡틴을 맡고 있다. 행그리 & 앵그리 멤버이자 ABCHO멤버이다. 사이타마현 이루마군 미요시정 출신. 남편은 일반인이다.

## 주의
- 본인의 이야기에 의하면 요시자와(吉澤)의 吉글자는 정확하게는 위의 구조가 「士」가 아니고 「土」이다.(이체자)
- 출연 영화 「핀치런너」의 스탭 롤에서는 성의 두 번째 글자가 「沢」이라고 기록되고 있지만, 정확하게는 「澤」이다.
- 본인이 이름을 쓸 때는 「吉」의 글자는 정확하게 쓰고 있지만, 「澤」의 글자를 「沢」이라고 생략하기도 한다.

## 인물, 에피소드
- 오디션에서 층쿠♂에게 '천재적으로 귀엽다'고 평가될 정도로 미소녀의 이미지를 어필했지만, 다카라즈카 가극을 모티브로한 「Mr.Moonlight ~사랑의 빅밴드~」(2001년 10월)에서 남자역의 여배우 센터 포지션을 맡은 이후에는 남성적인 캐릭터로 이미지를 굳혔다. 때문에 동성팬(으)로부터의 지지도가 높은데, 멤버들 사이에서 '실은 섬세하고 여성스럽다'는 소리도 있다.
- 유년 무렵부터 남자들과 섞여 피구나 축구를 할 정도의 스포츠를 즐기는 소녀였다. 그리고 초등학교 2학년 때부터 시작했다는 배구를 통해 스포츠 명문 중학교에 합격, 전국 대회 출전 멤버로 발탁될 정도의 솜씨를 가졌었다.
- 하로모니。의 콩트에서도 간코 잇테츠나 존 트라볼타 등의 강렬한 캐릭터를 연기해 웃음을 주는 멤버로 인식되어있다.
- 롤러코스터 같은 격한 기구나 뱀 등의 파충류에 약하다.
- 태어났을 때에 눈이 무척 커서, 원래 여자 아이로 태어났을 때 붙이기로 했던 '사야카'(한자 불명)라는 이름 대신 눈동자라는 의미의 '히토미'(ひとみ)라는 이름이 붙여졌다.
- 패기있는 성격이며, 자신과 타인 모두에게 엄격한 일면이 있어 모닝구무스메의 멤버나 헬로! 프로젝트 멤버들로부터 주목 받는다고 한다.
- 먼 친척으로는 2000년 시드니 올림픽 여자 마라톤 금메달리스트 다카하시 나오코와 노벨 화학상을 수상한 시라카와 히데키가 있다.
- 「시게상(미치시게 사유미)」의 명명자.
- 취미는 낙서하기, 특기는 운동.
- 2009년 1월, 사이타마현으로부터 요청을 받아 이시카와 료(프로 골프 선수), 호리오 마사아키(프리랜서 아나운서) 등과 함께 사이타마 현의 관광 대사 「사이타마 응원단」(코바톤 클럽)에 위촉되었다.

## 친구
후지모토 미키, 이시카와 리카, 나가테 아야카, 사토다 마이, 고토 마키

## 약력
2000년
- 4월 - TV 프로 「ASAYAN」내에서 행해진 「모닝구무스메。제3회 추가 오디션」에서 이시카와 리카 · 쯔지 노조미 · 카고 아이와 함께 합격. 이 때, 프로그램 내에서 요시자와의 교육계로서 야구치 마리가 붙여졌다.
- 5월 - 「모닝구무스메。콘서트 투어 봄댄싱 러브 사이트」의 일본 무도관에서의 공연으로 콘서트 데뷔.
- 7월 - 풋치모니에 가입.

2001년
- 10월 - 1st 사진집 「よっすぃー。」를 발매.
- 10월 - 13th 싱글 「Mr.Moonlight 〜愛のビッグバンド〜」에서 메인 파트를 맡았다.

2002년
- 1월 - TBS의 「모닝구무스메。신춘! LOVE 스토리즈」내의 『하이카라 씨가 간다』에 「키타코지 타마키」역으로 출연.
- 12월 - TBS의 「모닝구무스메。서스펜스 드라마 스페셜」내의 『내가 그녀석으로 그녀석이 나로』의 주연「사이토 카즈미」역으로 출연.

2003년
- 11월 - 풋살 하로프로 선발팀(후의 갓타스 브릴리언티스 H.P.)의 캡틴이 된다. 이달부터 모닝구무스메。와 함께 2개의 인기 그룹의 리더로 동시에 활동한다.
- 12월 - 당시 방송되고 있던 「당신이 있기 때문에, 야구치 마리」에 게스트로서 등장해 생방송의 심야 방송에 진출.

2004년
- 3월 - 2nd 사진집 「8 teen」를 발매.
- 5월 - NHK 종합 텔레비전 연속 드라마 「더 사랑하세요 아가씨」에서 접수양 「후카자와 이즈미」역으로 출연.

2005년
- 1월 - 야구치 마리가 당시 리더 이이다 카오리의 졸업에 수반해 부지도자로부터 리더로 승격했기 때문에 제3대 서브리더로 취임.
- 4월 - 야구치 마리의 탈퇴에 수반해, 급거 4대째 리더로 승격.

2006년
- 1월 - 아디다스 주최의 베스트 저지스트상에 갓타스가 특별상을 수상.그 대표로 해 이시카와 리카 · 후지모토 미키와 함께 표창식에 참가.
- 1월 - 「Hello! Project 2006 Winter ~원더풀 하츠~」의 전체 리더를 맡았다.
- 1월 - 「Hello! Project 2006 Winter ~전원집GO!~」 안에서 28-29일의 2일간 한정으로 2기 풋치모니가 부활. 3기의 멤버와 함께 「BABY! 사랑에 KNOCK OUT」을 노래했다.
- 4월 - 나데시코 리그의 오피셜 서포터로 임명되었다.
- 5월 - 니시가오카 축구장에서 행해진 MOC 나데시코 리그 2006의 개막전에서 시구식을 행했다.
- 7월 - 「Hello! Project 2006 Summer ~원더풀 하츠 랜드~」의 전체 리더를 맡았다.
- 10월 - 와세다 대학 스포츠 과학부의 「탑 스포츠 비지니스의 최전선」이라고 제목을 붙인 강의로 특별 강사를 맡았다.
- 11-12월 - 세계배구선수권대회의 오피셜 서포터가 되어, 코바야시 마야 아나운서가 부재시에 프로그램의 사회 진행을 맡았다.

2007년
- 5월 6일 - 사이타마 슈퍼 아레나에서 행해지는 「모닝구무스메。콘서트 투어 2007 봄 ~SEXY 8 BEAT~」파이널로 모닝구무스메。를 졸업. 솔로로써 활동.
- 5월 - 강판한 쯔지 노조미의 대역으로서 무대 「언젠가 그대는 돌아온다」에 참가.이시카와 리카와 더블 캐스트를 맡았다.
- 7월 - 니혼테레비 여름 드라마 「신칸센 걸」에서 도카이도 신칸센 퍼서(객실 승무원) 「나카노히바리」역으로 출연.
- 8월 - 도쿄 도 적십자 혈액 센터의 400 mL 헌혈 캠페인 걸로서 포스터로 참가했다.
- 9월 - 후지테레비가 지상파 독점 방송하는 「FIFA 여자 World Cup CHINA 2007」스페셜 서포터를 맡았다.
- 10월 - 연극 공연 「헤세이 레볼루션~백 투더·백호대」에게 출연. 첫 주연을 맡는다.
- 10월 - 일본 축구 협회가 주최 운영을 하고 있는 「JFA 마음의 프로젝트」의 꿈 선생님(통칭：유메센)의 멤버로 선택되었다. 향후는 학교를 방문해, 스포츠를 통한 청소년의 육성 활동을 실시해 간다.
- 11-12월 - 니혼테레비가 독점 방송하는 「FIFA 클럽 월드컵 2007」의 일본 응원을 맡는다.
- 11-12월 - 극단 시니어 그래피티 제7회 무대 공연 「~쇼와 가요 씨어터 『올리비아를 들으면서』~」에 출연.

2008년
- 2월 - 요미우리 신문의 기간 한정 블로그 「yorimo」의 「이번 달의 사람」으로 선택되어 「요시자와 히토미 Vamos-la! GATAS(가자! 갓타스)」가 개시한다.
- 3월 - 「일본 전국 축구 선언!제2절~10년 후, 일본 축구는 세계 제일이 될 수 있을까?」에 게스트로서 출연 예정.
- 4월 - 요미우리 테레비 음악정포 프로 [와옹~!]. 솔로 이후 첫 레귤러 프로그램. 토탈 템보스와 함께 MC.
- 5-6월 - TBS로 방송하는 「2008 베이징 올림픽 발리볼 세계 최종 예선」으로 이시카와 리카와 함께 남자 응원 캐스터를 맡는다.
- 10월 - 10월 2일에 후지텔레비 계열로 방송된 「Run for money 도주중」에서 60분을 잘 도망쳐, 미야카와 다이스케와 함께 54만엔을 획득.

2009년
- 1월 - 사이타마 응원단(통칭：코트반 응원단)을 결성.
- 3월 - 헬로! 프로젝트를 졸업. 다음 달부터 신팬클럽 M-line club에 소속된다.
- 11월 - 자전거 시민 로드 레이스 「툴·드·재팬 2009 니시노코 스테이지」에 게스트 참가해, 제한 시간내에 완주.

2010년
- 7월 - 「Hello! Project 2010 SUMMER ~판코라!~」에 MC로 해 마코토와 함께 출연[1].
- 11월 - 이시가키섬 어스 놀이 기구 2010에 참가. 상급자를 위한 125킬로 코스를 9시간 들여 완주.

2011년
- 1월 - 「Hello! Project 2011 WINTER ~환영 신선축제~」에 MC로 해 마코토와 함께 출연.
- 2월 27일 - 도쿄 마라톤에 참가해 완주. 주파 타임은 6시간 25분 59초.

2012년
- 1월 -「Hello! Project 2012 WINTER ~하로☆프로 천국~」에 MC로 마코토와 함께 출연.

2013년
- 11월 - V리그 조직은 요시자와들 3명을 2013-14의 V리그 앰배서더로 하는 것을 발표했다.

2014년
- 4월 12일 - 자신의 탄생일(29일)인 이날에 블로그 개설.

2015년
- 9월 5일 - IT기업 경영인 남성과 약혼한 것을 자신의 블로그에서 발표했다.
- 11월 22일 - 혼인 신고를 도내의 구청에 대리인을 통해서 제출했다.

2017년
- 9월 29일 - 차를 운전 중에 충돌 사고를 내, 10월 5일 블로그에서 사과를 발표했다[2].

2018년
- 9월 6일 - 음주운전 및 뺑소니 협의로 체포되었다. 체포 당일 공식 사이트에서 보도에 관해서 발표했다[3].
- 9월 28일 - 연예계 은퇴. 동시에 소속사 계약이 해지되었다[4].
- 11월 30일 - 도쿄 지방 법원은 도로교통법 위반 등의 혐의로 징역 2년에 집행유예 5년을 선고했다[5].

## 음악

### CD
- 「よして、よして…」（FC한정）
- 「その出会いのために」(모닝구무스메。8th 앨범 「SEXY 8 BEAT」내에서 「모닝구무스메。Featuring 요시자와 히토미」로 가창)

## 출연

### 텔레비전 드라마
- 「하이카라 씨가 간다」【모닝구무스메。신춘! LOVE 스토리즈】(2002년 1월 3일, 도쿄 방송)
- 「내가 그녀석으로 그녀석이 나로」【모닝구무스메。서스펜스 드라마 스페셜】(2002년 12월 28일, TBS)
- 「연속 드라마· 더 사랑하세요 아가씨」(2004년 5월 17일-6월 24일, NHK 종합 텔레비전)
- 「신칸센 걸」(2007년 7월 4일, 니혼테레비)
- 「해서는 안 되는 테스트」【거짓말인지 정말인지 모르는 너무한 도시전설 SP】(2009년 8월 10일, 테레비도쿄)
- 「강철의 여자」(2010년 5월 21일 테레비아사히）
- 「강철의 여자 시즌 2」(2011년 4월 21일 테레비아사히）

### 텔레비전 애니메이션
- 「키라링☆레볼루션」(2006년 7월 21일, 테레비도쿄)※게스트 출연, 본인 역

### 레귤러 프로그램
- 「와옹!」(2008년 4월 9일-2009년 3월 25일, 요미우리TV)
- 「데지스타 틴즈」(2010년 3월 31일-2018년, NHK 교육 텔레비전)
- 「요시자와 히토미의「트랜드+욧시네비」」(2010년 10월 10일-2018년, BS닛폰)

### 그 외 TV 프로
- 「ASAYAN내 「퍼스널·레볼루션」」(2001년 10월 14일-11월 11일·7월 30일-8월 9일, 테레비도쿄)※이시카와 리카가 나레이터를 맡는다
- 「Matthew's Best Hit TV」(2003년 11월 5일, 니혼테레비·테레비아사히)※단독 게스트 출연
- 「가자! 고로키즈」(2003년 10월 14일-21일·11월 4일-19일·11월 25일-12월 2일·12월 9일-18일, 테레비도쿄)
- 「요로시쿠! 센빠이」(2003년 1월 9일·1월 11일, 테레비도쿄)
- 「후타리고토 ~00와 당신∼」(2004년 5월 5일-11일, 테레비도쿄)※「욧시~와 당신」으로 방송
- 「후타리고토 ~a close friend~」(2004년 7월 30일-8월 9일·9월 24일·9월 30일, 테레비도쿄)

※사토다 마이, 나가테 아야카와 출연 「요시와 아야카와 마이상」으로 방송
- 「무스메(娘)。다큐멘트 2005」(2005년 1월 19일-20일·1월 31일·2월 8일, 테레비도쿄)
- 「무스메(娘)。DOKYU!」(테레비도쿄)

2005년 5월 18일-5월 20일·5월 30일-6월 9일·7월 8일-9월 30일 갓타스의 문서
2005년 12월 22일-2006년 1월 6일 여성다운 것에 도전
2006년 4월 27일-5월 3일 풍수를 배운다
- 「정열! 축구★성인」(2006년 3월 25일, 니혼테레비·테레비아사히)※단독 출연
- 「우타도키! ~POP CLASSICS~」(테레비도쿄)

2007년 3월 22일-3월 26일 「졸업(卒業)」사이토 유키(with 이시카와 리카, 쯔지 노조미)
2007년 4월 30일-5월 4일 Weekly DJ
2007년 5월 31일 「싱글베드(シングルベッド)」샤란Q(with 타이세)
2007년 6월 5일 「켄과 메리 ~사랑과 바람과 같이∼(ケンとメリー 〜愛と風のように〜)」BUZZ(with Ruca)
2007년 6월 14일 「더이상 사랑은 하지 않는다(もう恋なんてしない)」마키하라 노리유키(2008년 1월 28일 리피트 온에어-)
2007년 7월 27일 「내일이 있고 말이야(明日があるさ)」사카모토 큐(with 고토 마키
2007년 8월 28일 「사랑하고 있다(愛してる)」미미 클럽(with 야구치 마리)
2007년 9월 4일 「연인도 젖는 길거리(恋人も濡れる街角)」나카무라 마사토시(with 호리우치 타카오)
2007년 9월 11일 「망가져가는 Radio(壊れかけのRadio)」토쿠나가 히데아키
2007년 9월 21일 「단지 울고 싶어져(ただ泣きたくなるの)」나카야마 미호
2007년 9월 24일 「체리(チェリー)」스피츠(with 이시카와 리카)
2007년 9월 28일 「순애 Rhapsody(純愛ラプソディ)」다케우치 마리아
2007년 12월 4일 「아자!(やったろうぜ!)」음악 갓타스
2008년 1월 23일 「첫사랑(初恋)」무라시타 코우조(with 시바타 아유미)
2008년 1월 24일 「이대로 너만을 빼앗아 가고 싶다(このまま君だけを奪い去りたい)」DEEN
2008년 1월 25일 「너는1000%(君は1000%)」카를로스·트시키&오메가 드라이브
2008년 1월 29일 「우타도키!플레이백!!(Talk Day)」(with 아야카)
2008년 1월 30일 「GET WILD」TM NETWORK (with 이시카와 리카, 아야카)
- 「하로모니@」(2007년 4월 8일-2007년 5월 6일, 테레비도쿄)
- 「단기 츠매코미 교육 호완 코칭」(2007년 5월 28일, 테레비도쿄)※사토다, 아야카, ℃-ute와 출연, 긴줄 나는 일에 도전
- 「THE·선데이」(2007년 6월 10일, 니혼테레비)
- 「드림 비전」(2007년 6월 12일, 니혼테레비)
- 「주간 오리라지 경제 백서」(2007년 6월 12일·12월 4일, 니혼테레비)
- 「세계의 끝까지 잇테 Q!」(2007년 6월 20일, 니혼테레비)
- 「세계 만외관!텔레비전 특수부」(2007년 7월 9일·10월 29일, 니혼테레비)
- 「산마의 슈퍼 장치 TV」(2007년 7월 22일, TBS)
- 「네프리그」(2007년 7월 23일, 후지테레비)
- 「MUSIC FAIR21」(2007년 7월 28일, 후지테레비)
- 「폭소 레드 카펫」(2007년 7월 31일, 후지테레비)
- 「뇌내 에스테틱 IQ사프리」(2007년 8월 4일, 후지테레비)
- 「일본여행×여행쇼」(2007년 8월 30일, 니혼테레비)
- 「등용문 /TRE-SPORT Dear Blue FIFA 여자 World Cup CHINA 개막 SP」(2007년 9월 3일, 후지테레비)
- 「라지!」(2007년 9월 10일·11월 15일·12월 10일, 니혼테레비)
- 「나데시코.jp」(2007년 9월 13일·14일)
- 「축구 FIFA 여자 World Cup CHINA」(후지테레비)　※게스트 해설자

2007년 9월 11일  일본 vs  잉글랜드·상하이홍구 체육장
2007년 9월 14일  일본 vs  아르헨티나·상하이홍구 체육장
2007년 9월 17일  일본 vs  독일·항주황용체육장
2007년 9월 30일  브라질 vs  독일(결승)·상하이홍구 체육장
2007년 10월 12일　FIFA 여자 World Cup CHINA 총집편
- 「요! 일본 제일!!」(2007년 9월 24일, 테레비아사히)
- 「온축·배틀 보물 검정·이것이 일본의 보물 SP」(2007년 9월 25일, 테레비도쿄)
- 「줌인!!SUPER」(2007년 10월 17일·11월 15일·12월 10일, 니혼테레비)
- 「2시 챠오!」(2007년 10월 17일, 니혼테레비)
- 「론브의 괴걸! 협작꾼」(2007년 10월 19일·26일, 테레비도쿄)
- 「코코리코 미리온 가족」(2007년 10월 23일·11월 27일 테레비도쿄)
- 「웃어도 좋다고!」(2007년 10월 24일 후지테레비)
- 「소문☆조니!」(2007년 10월 24일·12월 10일, 니혼테레비)
- 「제철 만마!」(2007년 10월 27일, 테레비도쿄)
- 「아드거리 크 천국」(2007년 10월 27일, 테레비도쿄)
- 「천재! 시무라 동물원」(2007년 11월 3일, 니혼테레비)
- 「꼬박 치비마루코짱」(2007년 11월 8일, 후지테레비)
- 「도코로 죠지의 학교에서는 가르쳐 주지 않는 그런 것!」(2007년 11월 9일, 테레비도쿄)
- 「축구 어스」(2007년 11월 9일, 니혼테레비)
- 「일확천금 야마와케 Ｑ」(2007년 11월 11일, 테레비아사히)
- 「피칸TV」(2007년 11월 13일, 도카이테레비)
- 「깨끗이!!」(2007년 11월 15일, 니혼테레비)
- 「오모이킷리 티비」(2007년 11월 15일·12월 10일, 니혼테레비)
- 「NEWS 리얼타임」(2007년 11월 15일·12월 10일, 니혼테레비)
- 「세계 바리바리 밸류」(2007년 11월 21일, TBS)
- 「지구 조사선 아메디존」(2007년 11월 28일, 테레비도쿄)
- 「노려라 세계 제일! 밀라노 vs 남미의 파리 미녀가 되고 싶은 SP 」(2007년 12월 1일, 니혼테레비)
- 「FIFA 클럽 월드컵 2007」(니혼테레비)※일본서포터

2007년 12월 7일 개막전스페셜
2007년 12월 7일 와이타케레 유나이티드( 뉴질랜드) vs 세파한( 이란) 국립 카스미가오카 경기장
2007년 12월 13일 킥오프 직전 SP
2007년 12월 13일 우라와 레즈( 일본) vs AC밀란( 이탈리아) 닛산 스타디움
2007년 12월 13일 하이라이트
- 「가렛지×빌리지」(2007년 12월 10일, 테레비도쿄)
- 「런던하츠 오샤레게이트」(2007년 12월 11일, 테레비아사히)
- 「축구 어스」(2007년 12월 14일, 니혼테레비)
- 「풋스마」(2007년 12월 18일, 테레비아사히)
- 「토쿠미츠&토코로의 세계 기록 공장 Part4」(2008년 1월 2일, 니혼테레비)
- 「오챠노마의 진실 설마 나만?」(2008년 1월 21일, 테레비도쿄)
- 「메자마시 토요일 」(2008년 2월 16일, 후지테레비)
- 「다운타운DX」（2008년 2월 28일, 니혼테레비）
- 「최종경고! 타케시의 정말 무서운 가정의학」（2008년 3월 11일, 테레비아사히）
- 「프리미어의 소굴」（2008년 3월 11일, 후지테레비）
- 「미녀방담」（2009년 6월 11일·18일, 테레비도쿄）
- 「뱅크에 사랑!」（2010년 12월 5일, 테레비아사히）

### 라디오 프로그램
- 「풋치모니다이버」(2000년 6월 26일-2000년 12월 25일 사회：풋치모니, TOKYO FM)
- 「풋치모니다이버 V3」(2001년 1월 8일-2002년 9월 26일 사회：풋치모니, TOKYO FM)
- 「풋치모니의 풋치나이트」(2002년 2월 19일-22일 사회：풋치모니, 닛폰 방송)
- 「요시자와 히토미의 올나이트니폰 SUPER! HIT 스페셜」(2002년 10월 16일-18일, 닛폰 방송)
- 「헷체라 헤이케★부탁해요 욧시∼」(2001년 10월 6일-2002년 10월 5일, CBC 라디오)
- 「갑작스레 이나바★아무쪼록 욧시∼」(2003년 4월 6일-2004년 3월 27일, CBC 라디오)
- 「하로프로 123!」(FM오사카)

2003년 4월 28일-5월 1일 사회：요시자와 오가와
2003년 11월 3일-6일 사회：요시자와 쯔지 니이가키
2004년 1월 1일-8일 사회：요시자와 후지모토
- 「신도루:모닝구무스메。의 낭만인 RADIO」(2004년 5월 6일·13일 사회：요시자와 콘노 니이가키 카메이, Japan FM Network(JFN) 계열)
- 「TBC FUN-·모-렛츠모-닷슈」(TBC 라디오)

2005년 6월 13일-24일 사회：요시자와 후지모토 무라타
2006년 3월 13일-24일 사회：요시자와 콘노 무라타
2007년 4월 23일-27일·4월 30일-5월 4일 사회：요시자와 다나카 무라타
- 「하로프로야넨!」(아사히 방송)

2005년 6월 10일·17일·24일 사회：요시자와 니이가키 미치시게
2006년 6월 9일 사회：요시자와 콘노 카메이 다나카
2006년 6월 11일(아침까지 하로프로나 자지 않아!!) 사회：요시자와 콘노 카메이 다나카
2007년 4월 20일·27일 사회：요시자와 다나카 미츠이
2007년 5월 4일 사회：요시자와
2007년 8월 24일·31일 사회：요시자와 이시카와 사토다
- 「플랫☆홈」(2007년 3월 15일·22일 사회：요시자와 사토다 키타자와, MBS 라디오)
- 「온가쿠갓타스의 Guts10☆갓타스!!」(2007년 10월 1일-2009년 3월 30일 사회：온가쿠갓타스, CBC 라디오)
- 「영타운 토요일」(2009년 10월-, MBS 라디오)
- 「JOGLIS+」(2010년 4월-, TOKYO FM）
- 「요시자와 히토미의 스위트 소레이유」(2012년 2월-, 닛폰 방송)

### 라디오 드라마
- 「모닝구무스메。의 강아지단」(2002년 12월 12일 요시자와 아베 이이다 야구치 쯔지 카고, 닛폰 방송)
- 「안녕, 내일」(2003년 11월 24일-27일 요시자와 이시카와 MBS 라디오)
- 「아마야도리(비를 피해 잠시 머무르는 것)」(2003년 6월 16일-19일 요시자와 이이다 후지모토, 닛폰 방송)
- 「Ema」(2004년 1월 19일-22일 요시자와 시바타 무라타, 닛폰 방송)
- 「러브리! 미러클 풋살」(2005년 12월 25일 요시자와 사이토 시바타, MBS 라디오)

### 라디오 나레이터
- 「Olympic Supporter's Station」＜비하인드・스토리：히라야마 소타＞（2004년 5월 3일, TOKYO FM）

### 인터넷
- 「제9회 하로프로 비디오 채팅」(2005년 5월 13일 헬로! 프로젝트 on 프렛츠)

### 무대・뮤지컬
- 「LOVE 센츄리 ~꿈은 보지 않으면 시작되지 않는다∼」(닛세이 극장, 2001년 5월 3일-27일, 37회 공연)
- 「모닝·타운」(아오야마 극장, 2002년 5월 24일-6월 24일, 41회 공연)
- 「에도무스메。 충신구라」(메이지자, 2003년 5월 31일-6월 29일, 26회 공연)
- 「HELP!!열지구를 식힌다.」(나카노 썬 플라자, 2004년 5월 29일-6월 13일, 20회 공연)
- 「리본의 기사 더·뮤지컬」(신주쿠 코마극장, 2006년 8월 1일-27일, 40회 공연)
- 「헤세이 레볼루션~백 투더·백호대」(전노제홀 스페이스·제로, 2007년 10월 3일-11일, 11회 공연)
- 「~쇼와 가요 씨어터 『올리비아를 들으면서』~」(전노제홀 스페이스·제로, 2007년 11월 28일-12월 2일, 7회 공연)

### CM
- 「스무살의 헌혈 캠페인」(2008년 2월 3일-11일)

## 서적

### 사진집
- 요시자와 히토미 사진집 「よっすぃー。」(2001년 10월 6일, 와니북스) ISBN 4-8470-2676-4
- 요시자와 히토미 사진집 「8 teen」(2004년 3월 20일, 와니북스) ISBN 4-8470-2798-1

### 연재잡지
- CD데-타 「Hello! 욧시」(2001년 7월 5일-2006년 6월 14일, 카도카와 서점)

### 단행본
- 「Hello! 욧시」(2007년 4월 20일, 카도카와 매거진스) ISBN 4-8275-3051-3
  - 졸업 직전! 긴급으로 찍은 그라비아 10 페이지
  - 6년분의 연재를 한번에 게재
  - 반생을 말하는 롱 인터뷰 10,000자
  - 요시자와 화백에 의한 페인팅 기획 「Paint! 욧시」
- 탑 스포츠 비지니스의 최전선 2007 (2007년 9월 20일, 코단샤) ISBN 4-06-282067-6

### 단독 표지 게재 잡지
- 「업 투 보이」 (2001년 11월호, 와니북스)
- 「FootBall Nippon 별책 기획 「Sals2」(DVD 첨부) (2004년 12월 25일, 코단샤 무크)
- 「풋살매거진피보!」vol.34 (2005년 11월 15일, 무스 출판)
- 「An weekly」(2008년 2월 11일, 인텔리전스)

## 소속 유닛
- HANGRY&ANGRY (2008년 - 2018년)
- ABCHO (2012년 - 2018년)
- 드림 모닝구무스메。(2011년 - 2012년)

## 같이 보기
- 헬로! 프로젝트
- M-라인 클럽
- 갓타스 브릴리언티스 H.P.
- 온가쿠갓타스